# Justicia carthaginensis
Justicia carthaginensis är en akantusväxtart som beskrevs av Nikolaus Joseph von Jacquin. Justicia carthaginensis ingår i släktet Justicia och familjen akantusväxter. Inga underarter finns listade i Catalogue of Life.